# Luigi Rusca (architetto)
Luigi Rusca (Agno, 1762 – Valenza, 1822) è stato un architetto svizzero originario del Canton Ticino.

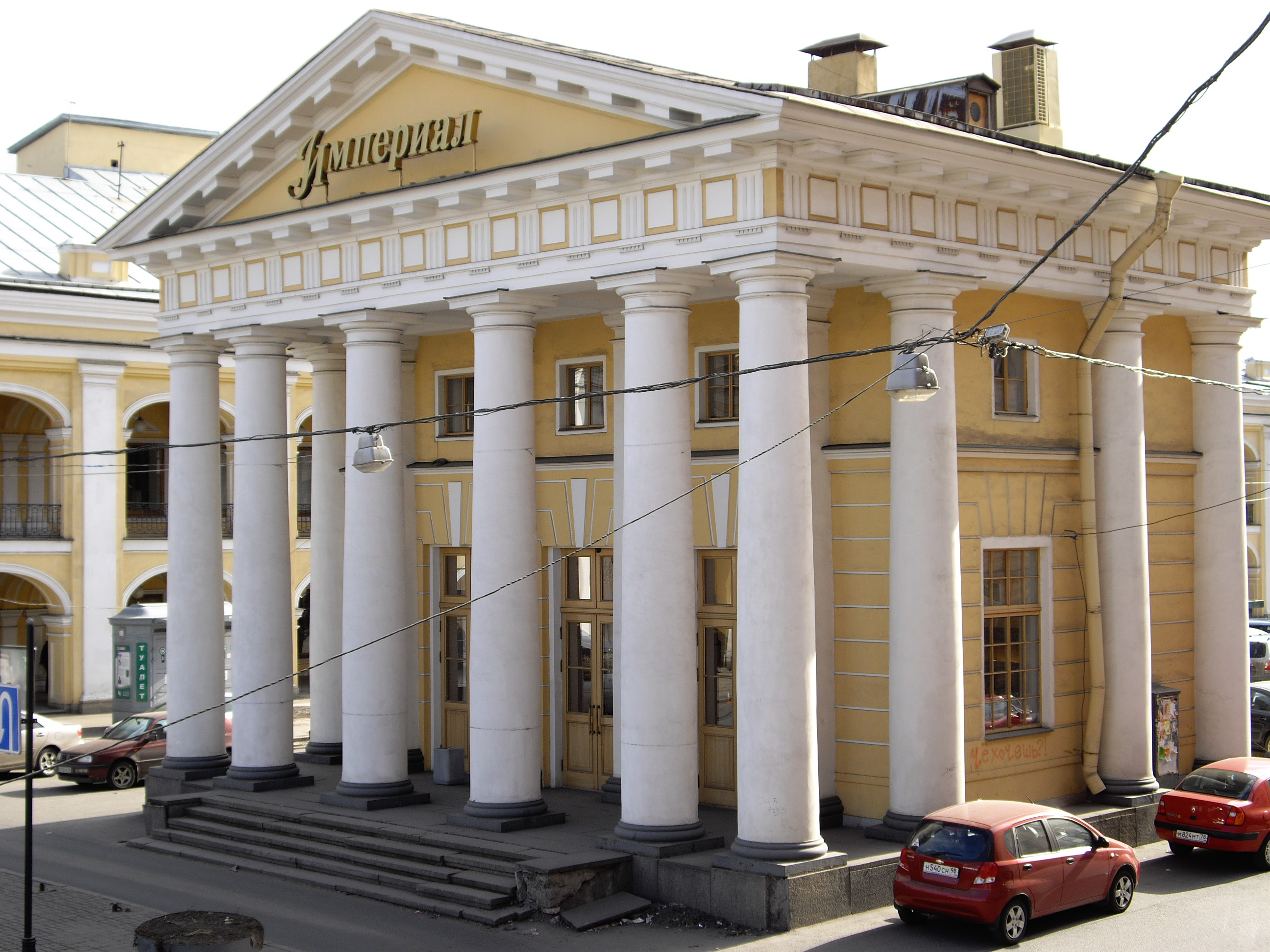
Portico di Rusca sulla Prospettiva Nevskij, San Pietroburgo; anno 1806, ricostruzione del XXI secolo

Esponente del Neoclassicismo, lavorò a lungo a San Pietroburgo, in particolare durante il regno di Caterina II (1762-1796).

## Galleria d'immagini

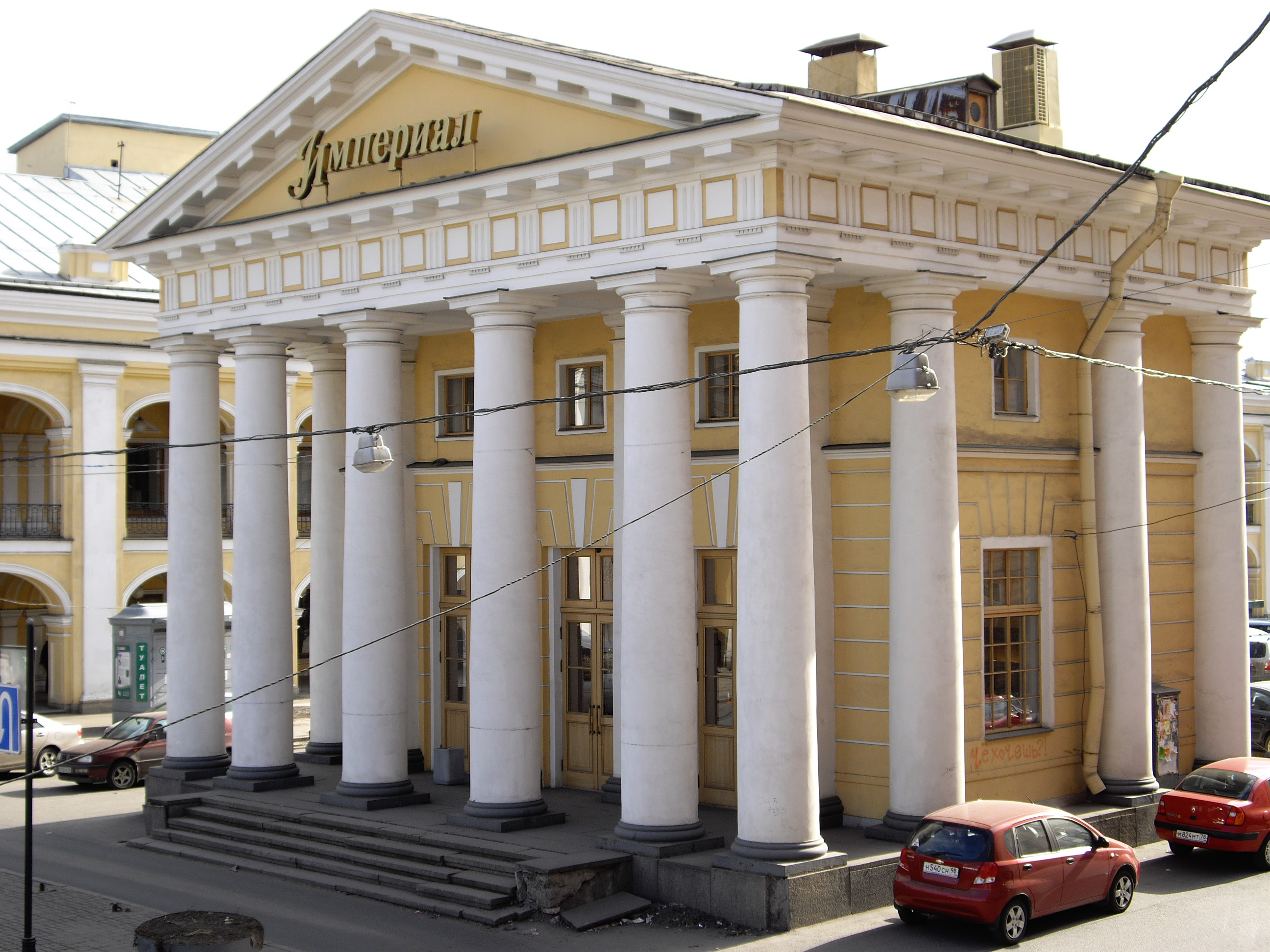
Il Portico di Rusca nella Prospettiva Nevskij a San Pietroburgo
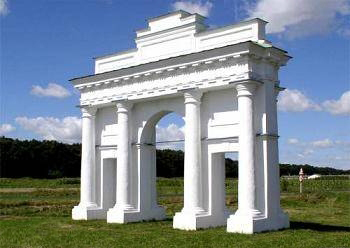
Arco trionfale, Dykanka, Ucraina (1820)
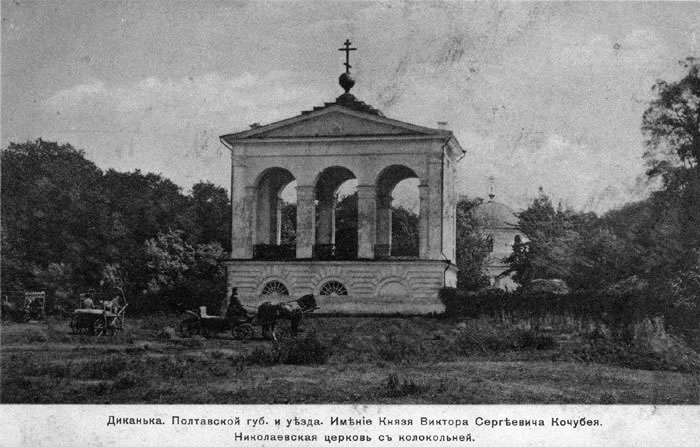
Campanile della Chiesa di San Nicola, Dykanka. 1810-1827
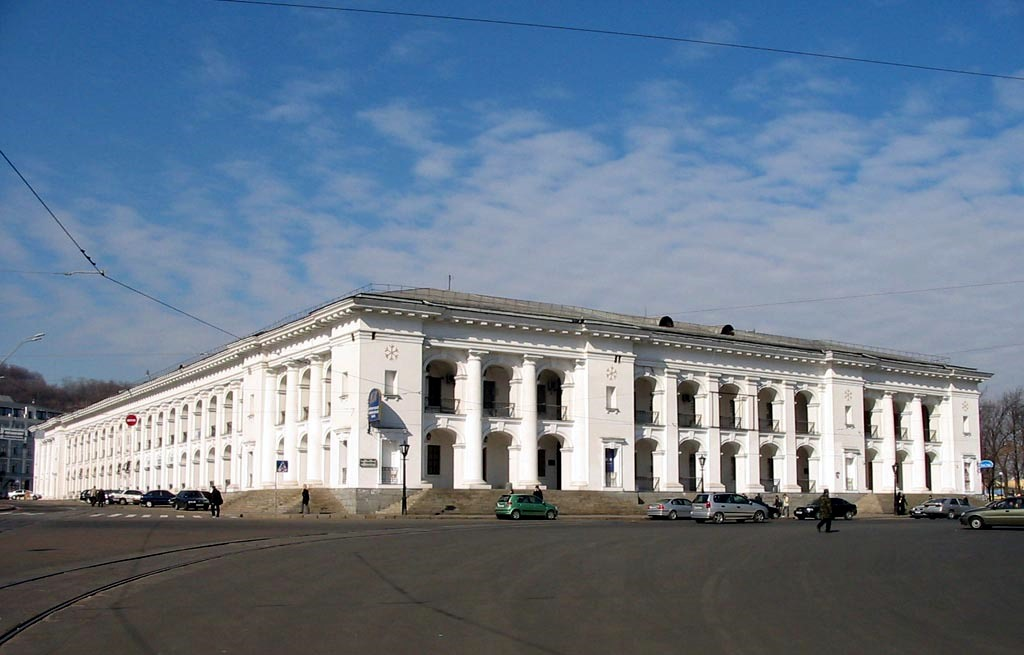
Gostiny Dvor a Podil, Kiev, Ucraina
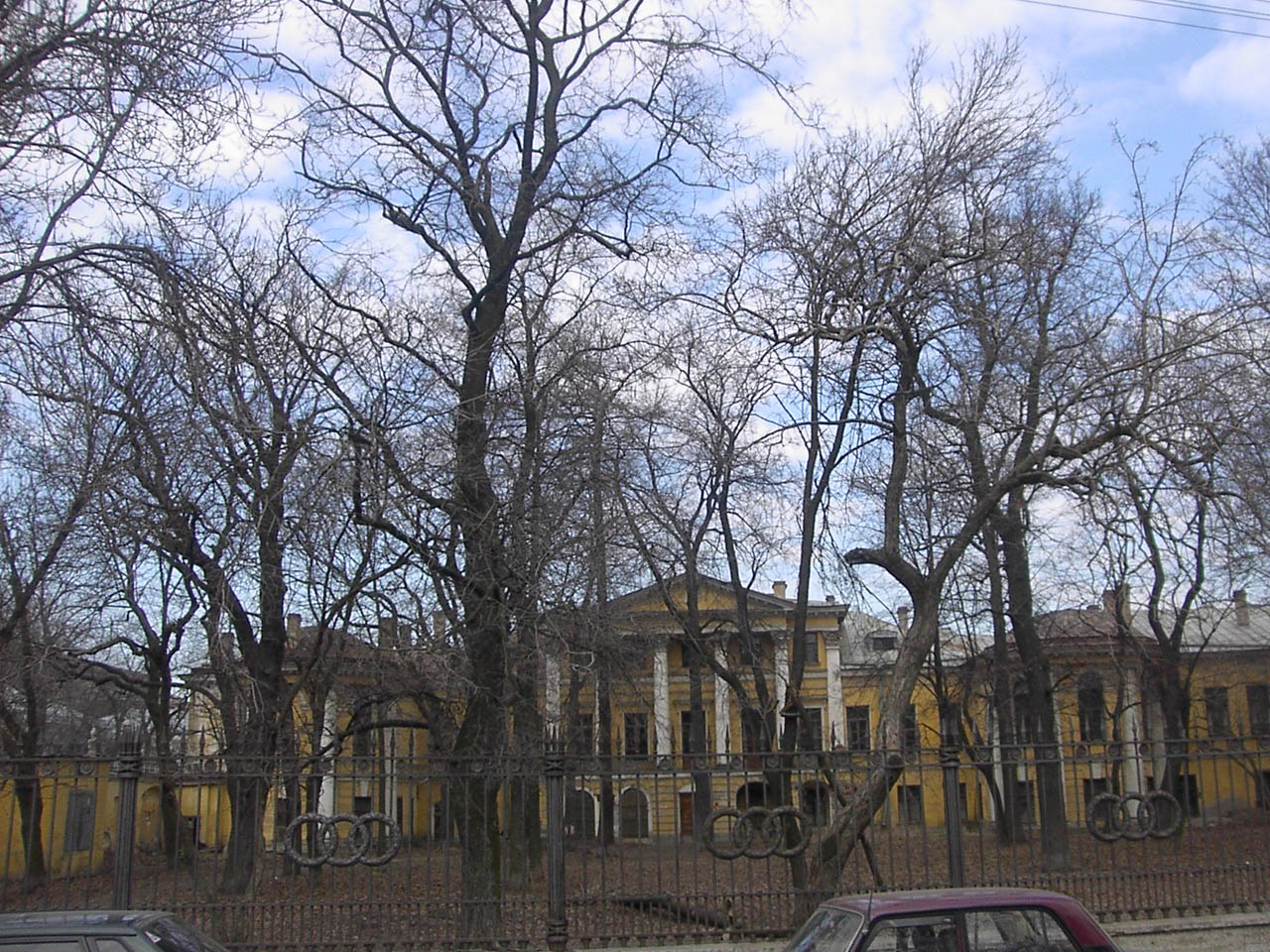
Palazzo dei Bobrinsky sull'argine del Moika, San Pietroburgo, Russia
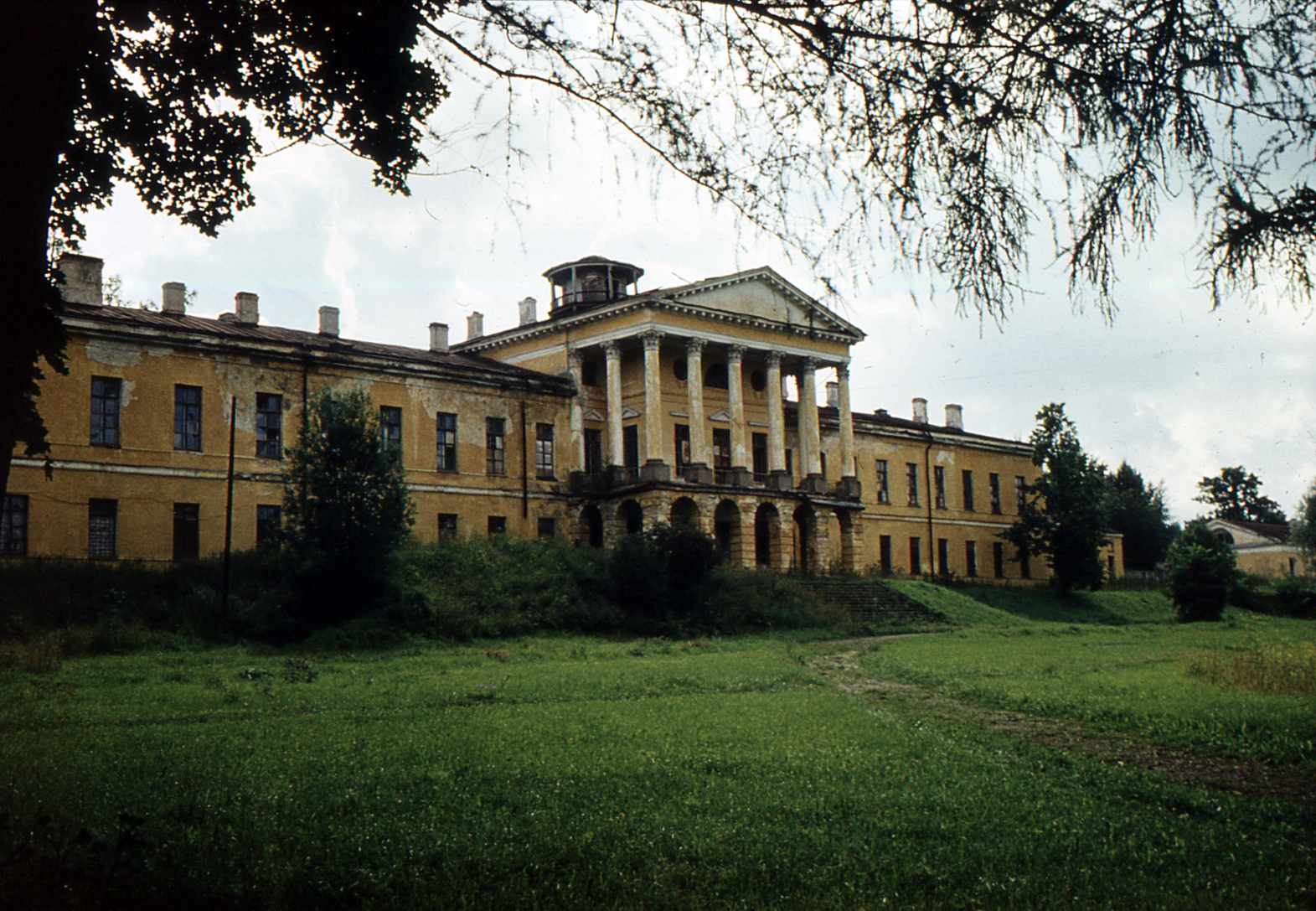
Palazzo di Ropša nel 1974